# Stefan Maresch
Stefan Maresch (w literaturze również jako Stefan Maresz) ps. „Stefan” (ur. 2 stycznia 1918 we Włockawku  – zm. 9 marca 1946 w Warszawie)) – porucznik artylerii, żołnierz Armii Krajowej w Zgrupowaniu „Żmija”, uczestnik powstania warszawskiego.

## Życiorys
Ukończył Szkołę Podchorążych Artylerii w Toruniu. Podczas okupacji w Armii Krajowej, używał konspiracyjnego nazwiska "Dobrzyński". Od 1941 dowodził plutonem 225 w Rejonie 2 Obwodu Żoliborz AK. W lipcu 1944 był oficerem sztabowym Rejonu 2 Marymont. Wraz z kompanią „Andrzeja” od 2 do 16 sierpnia przebywał w Kampinosie. Według jednej z wersji jednocześnie zastępca dowódcy plutonu 244. Po powstaniu przebywał w niewoli niemieckiej (nr 46367).